# 北海道道771号笹川士幌線
北海道道771号笹川士幌線（ほっかいどうどう771ごう ささがわしほろせん）は、北海道河東郡鹿追町から音更町を経て士幌町を結ぶ一般道道である。

## 概要

### 路線データ
- 起点：北海道河東郡鹿追町笹川北（国道274号交点）
- 終点：北海道河東郡士幌町字士幌（北海道道417号士幌停車場線交点）
- 総延長：28.129 km
- 実延長：21.154 km
- 重用延長：6.975 km

### 道路管理者
- 十勝総合振興局 帯広建設管理部 鹿追出張所
- 十勝総合振興局 帯広建設管理部 事業課

## 歴史
- 1972年（昭和47年）3月31日 - 路線認定[1]。

## 路線状況

### 重複区間
- 北海道道337号上士幌士幌音更線（音更町字中音更基線 - 音更町字中音更基線）
- 国道241号（士幌町字中士幌 - 士幌町字士幌）

### 道路施設

#### 道の駅
- 道の駅ピア21しほろ - 士幌西2線

## 地理

### 通過する自治体
- 十勝総合振興局
  - 河東郡鹿追町
  - 河東郡音更町
  - 河東郡士幌町

### 交差する道路
鹿追町
- 国道274号 - 笹川北（起点）

音更町
- 北海道道54号東瓜幕芽室線 - 字中音更北
- 北海道道337号上士幌士幌音更線 - 字中音更基線（重複）

士幌町
- 国道241号 - 字中士幌、字士幌（重複）
- 北海道道417号士幌停車場線 - 士幌町字士幌（終点）